# Pyramide de Couhard
La pyramide de Couhard (également appelée pierre de Couhard, anciennement pierre de Couart) est un monument antique se dressant à proximité de l'ancienne nécropole du « Champ des Urnes » à Autun, commune française de Saône-et-Loire. Cette pyramide, qui surplombe la ville d'Autun, fut sans doute construite au Ier siècle apr. J.-C.
La pyramide de Couhard a été classée monument historique par la liste de 1840.

## Étymologie
Son nom provient du hameau de Couhard, près duquel le monument se situe.

## Description
Le monument est constitué des restes d'une pyramide de base carrée qui font 10,50 m de côté et 22,65 m de hauteur. Le monument ne contient pas de chambre intérieure.

## Fonction du monument
La pyramide se dressait dans une des grandes nécropoles de la cité romaine d'Augustodunum, l'ancienne Autun : les cimetières de toutes les villes romaines se situaient toujours en dehors des murailles. La pyramide de Couhard, dont l'interprétation a donné lieu à de nombreuses controverses, était donc très probablement un monument funéraire : un tombeau recouvrant les restes d'un défunt, ou un cénotaphe célébrant sa mémoire.

## Architecture

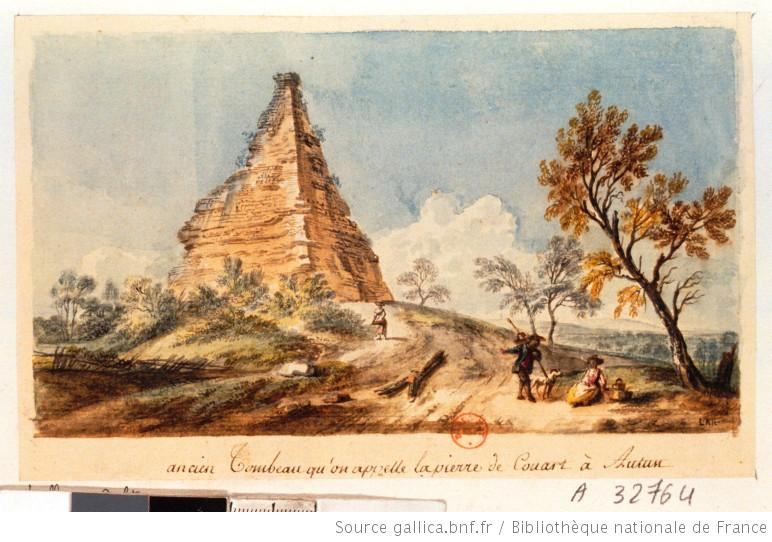
La pierre de Couart d'après une aquarelle du XVIIIe siècle (Jean-Baptiste Lallemand,). Bibliothèque nationale de France.

Seul le blocage intérieur nous est parvenu. Il était recouvert d’un parement régulier formant une pyramide et atteignait environ 33 mètres.
D’après un plan de la ville d'Autun datant de l'époque de François Ier, la pyramide aurait été recouverte à l'origine d’un parement de marbre blanc.

## Fouilles
La pyramide apparaît aujourd'hui percée d'un orifice, dû aux fouilles effectuées en 1640 par l'abbé de Castille. Il espérait découvrir une salle intérieure mais ne trouva rien, l'édifice étant comble. Le monument suscita bien des interprétations, des controverses et des hypothèses. En 1802, Joseph Rosny, auteur de l'Histoire de la ville d'Autun, rappelle que beaucoup y voyaient le monument du druide Divitiacos, à la suite de la prétendue découverte au XVIIe siècle d'une médaille d'or sur laquelle auraient été inscrits les mots « Gloria Ædorum druidumque ».
Au XIXe siècle, d'autres fouilles ont eu lieu, infructueuses elles aussi. Des sondages sont réalisés en 1801 et 1877, mais aussi lors de travaux visant à rénover la base de l'édifice, ceux effectués par MM. Desplaces et Martigny en 1840, pour étudier les fondations de la pyramide.
En 1960, on trouve à la base du monument une « tablette magique » en plomb (15,8 × 5,8 cm) du IIe siècle portant des inscriptions en latin et en grec, ainsi qu'une grande croix. Celle-ci se trouve aujourd'hui au musée Rolin d'Autun.

### Texte de la tablette[6]
ONESIFORVS

MVSCLOSVS

CARPVS

ATTIANVS

NEPOS VERACIS

TITVS 

ΑΒΡΑΣΑ

ΑΒΡΑΣΑΞ

ΔΑΜΝΑΜΕΥΣ

ΚΟΜΠΩΘ

ΘΙΦΕΡΙΘ

ΓΩΜΑΤΟΥ

ΣΑΒΑΛΘΩΥΘ

ΒΙΣΩΤΟΡΘ

ΔΕΘΕΡΘ

## Restaurations
La pyramide bénéficie de plusieurs restaurations. L'une d'entre elles, au début des années 1980, appose du mortier de ciment sur l'édifice, ce qui ne permet pas aux pierres et à la maçonnerie de respirer correctement. Au début du XXIe siècle, les détachements de pierre de la paroi deviennent réguliers. En 2021, une nouvelle campagne de restauration des monuments antiques d'Autun est lancée, débutant par celle de la pyramide de Couhard d'avril à juillet 2021. Il est prévu de purger les ciments précédemment réalisés et de refaire les joints avec de la chaux, davantage respectueuse de la pierre. Les parties en mauvais état devraient aussi être traitées et l'ensemble sécurisé. L'échafaudage pèse 80 tonnes et le coût de la restauration de la pyramide s'élève à 275 000 euros.